# Anacreonte del monte Calvo
El Anacreonte del monte Calvo es una antigua estatua griega esculpida en mármol que fue encontrada en los años 1830 en la villa de Monte Calvo, ubicada en la región italiana del Lacio, cerca de los montes Simbruinos. En la actualidad forma parte de la colección del museo Gliptoteca Ny Carlsberg, ubicado en Copenhague (Dinamarca), donde se guardan, en sus fondos, siete copias de la cabeza.

## Descripción
La estatua casi completa representa a un cantante sinfónico que porta un manto corto que le cubre la espalda y los dos hombros. Tiene idealizada su presentación corporal, teniendo como único elemento referencial de la edad su cara barbuda. Su pierna izquierda sujeta el cuerpo sobre un tocón de madera, dejando descargada la derecha, que aparece ligeramente más protuberante.

## Interpretación
La estatua fue descubierta en la década de 1830 en Italia. El prototipo original de la estatua deja datada la misma en torno a los años 450 a. C. - 440 a. C. Al principio no se sabía a qué persona retrataba. En 1884 se encontró una inscripción, que coincidía perfectamente con la estatua, en la que se escribía "ΑΝΑΚΡΕΩΝ ΛΥΡΙΚΟΣ", lo que se podía interpretar como una representación del cuerpo a imagen del poeta Anacreonte, que nació en la ciudad jónica de Teos, situada en la costa de Asia Menor (actualmente Siğacik, en Turquía), y vivió entre los años 574 y 485 a. C. 